# Аліхан-тура
Аліхан Тура Сагуній, Аліхан-тюря, Аліхан Шакірходжаев, (уйг. Alihan turam, узб. Alihon tura) — перший президент Східно-Туркестанської Революційної республіки (СТРР), узбек за походженням.

## Біографія
Аліхан-тура народився в місті Токмак, за іншими джерелами в Карабалті (нині в Киргизстані), в релігійній сім'ї. Здобув вищу духовну освіту в медресе Бухари. За знання теології отримав від оточуючих прізвисько «Тура». Двічі здійснював хадж в Мекку (1905 і 1924 роках). У період з 1915 по 1923 роки викладав теологію в Бухарском ісламському медресе. У 20-ті роки за критику радянської влади, чотири рази піддавався арешту і утримувався у в'язниці міста Пишпек.
У листопаді 1930 року знову заарештовують держ. органами СРСР і засуджується судом до 10 років ув'язнення. Перед відправкою до табору ГУЛАГ здійснює втечу, в 1931 році переходить радянсько-китайський кордон і оселяється в Кульджі. Там займається тлумаченням Корану і лікуванням, а незабаром стає Імамом мечеті в місцевій махаллі. Аліхан-тура набирає популярність серед мусульман і стає імамом соборної мечеті Кульджі — «Бейтулла». У 1937 році за антикитайські проповіді потрапляє у в'язницю, проте завдяки втручанню місцевих впливових релігійних діячів звільняється з ув'язнення в 1941 році.

### Роль у становленні СТРР
Після звільнення бере активну участь у підпільній антикитайській діяльності. В 1943 році створює організацію «Шаркій Туркестан азатлік ташкілати» («Організація свободи Східного Туркестану»), у склад якої входять впливові особи Ілійського краю: Рахімжан Сабірхажиєв (татарин), Абдукерім Аббасов (татарин), Абдурауф Махсум (уйгур), Мухітдін (уйгур), Пурдунбек (уйгур), Мухаммаджан Махсум (уйгур), Умаржанбай (уйгур), Саліх-жанбай (узбек). В 1943 в районі Нілка піднімається повстання корінного населення, на чолі з Гані Маметбакієвим, Фатіхом Муслімовим і Акбаром. Під час облоги повсталими Кульджі, організація Аліхана-тура очолює повстання в місті.
12 листопада 1944 року корінним населенням проголошується Східно-Туркестанська Республіка. Президентом обирається Аліхан-тура. 28 липня 1946 року Аліхан-тура був викрадений радянськими спецслужбами і таємно вивезений в СРСР (Ташкент, Узбецька РСР), де до кінця свого життя перебував під домашнім арештом. Під час примусового перебування в Ташкенті написав кілька книг, в тому числі багатотомну працю з історії ісламу «Таріхі Мухамадія», і переклав узбецькою мовою «Уложення Аміра Темура».
Помер 28 лютого 1976 року у віці 90 років. Похований у Ташкенті на кладовищі Кукча.